# 賭國驚爆
《賭國驚爆》（英語：Hard Eight，前稱作）是一部1996年美國犯罪片，由保羅·湯瑪斯·安德森編劇兼執導（長片導演處女作），菲利普·貝克·霍爾、約翰·C·萊利和葛妮絲·派特洛主演。電影為1993年短片《香煙與咖啡》的加長改編版本，講述職業賭徒西尼（Sydney，霍爾飾演）向無家可歸的約翰（John，萊利飾演）傳授賭博技巧。約翰為此賺得了錢並成為西尼的門生，直到他愛上了雞尾酒女服務員克萊門汀（Clementine，派特洛飾演）後，事情產生了變化。
《賭國驚爆》1996年1月20日在圣丹斯电影节上首映，1997年2月28日在美國上映。

## 演員
- 菲利普·貝克·霍爾（英语：Philip Baker Hall）飾演西尼·布朗（Sydney Brown）
- 約翰·C·萊利飾演（John Finnegan）
- 葛妮絲·派特洛飾演克萊門汀（Clementine）
- 山繆·傑克森飾演吉米（Jimmy）
- 菲臘·西摩·荷夫曼飾演年輕的花旗骰玩家
- 羅伯特·瑞吉利（英语：Robert Ridgely）飾演基諾（Keno）酒吧經理
- 瑪露娜·華特斯（英语：Melora Walters）飾演吉米的女孩

## 外部連結
- 美国电影学会目录上的《賭國驚爆》（英文）
- 互联网电影数据库（IMDb）上《賭國驚爆》的资料（英文）
- AllMovie上《賭國驚爆》的资料（英文）
- Box Office Mojo上《賭國驚爆》的資料（英文）
- 爛番茄上《賭國驚爆》的資料（英文）